# Sri Lanka aux Jeux paralympiques
Le Sri Lanka participe aux Jeux paralympiques depuis les Jeux paralympiques d'été de 1996.